# Carelis albula
Carelis albula är en fjärilsart som beskrevs av Wray Merrill Bowden 1956. Carelis albula ingår i släktet Carelis och familjen nattflyn. Inga underarter finns listade i Catalogue of Life.